# Seria tornad nad Midwest (2010)

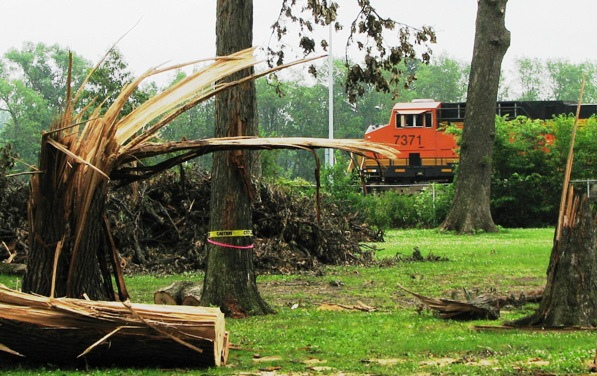
Zniszczenia poczynione przez tornado

Seria tornad (ang. tornado outbreak), która przeszła w dniach 5–6 czerwca 2010 nad północno-wschodnią częścią Stanów Zjednoczonych, tzw. Midwest (nad stanami: Illinois, Indiana, Iowa, Kansas, Michigan, Minnesota, Missouri, Nebraska, Dakota Północna, Ohio, Dakota Południowa, Wisconsin). Obszar dotknięty żywiołem objął też okolice dużych miast (m.in. Cleveland, Pittsburgh, Toledo).  Kilka tornad zaobserwowano też nad południową Kanadą (prowincja Ontario).
Układ niskiego ciśnienia, który stworzył dogodne warunki do rozwoju superkomórek burzowych, powstał nad Oceanem Atlantyckim. Przemieścił się następnie nad rejon Wielkich Jezior, gdzie doszło do rozwoju gwałtownych burz. Powstało wiele tornad, z których najsilniejsze osiągnęło kategorię EF-4 w ulepszonej skali Fujity, co oznacza wiatr o prędkości do ok. 320 km/h. W sumie odnotowano 46 zejść lejów, które dotykały ziemi. Jednym z najbardziej poszkodowanych obszarów było hrabstwo Monroe, gdzie zostało zniszczonych 311 domów.  
Rejon, w którym odnotowano tornada, popularnie nazywany jest Aleją Tornad.

## Liczba zaobserwowanych tornad wg kategorii
- EF-0 – 13 razy
- EF-1 – 20 razy
- EF-2 – 9 razy
- EF-3 – 3 razy
- EF-4 – 1 raz
- EF-5 – 0
- Suma – 46